# 布雷加格利亞山脈

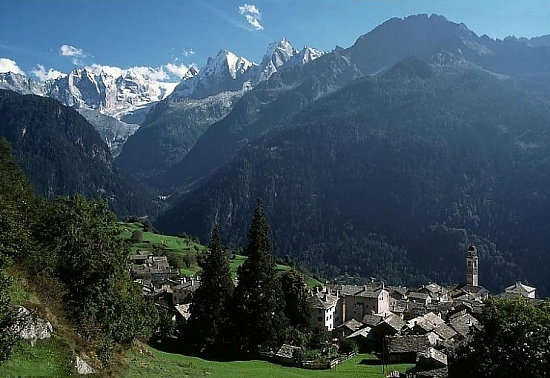

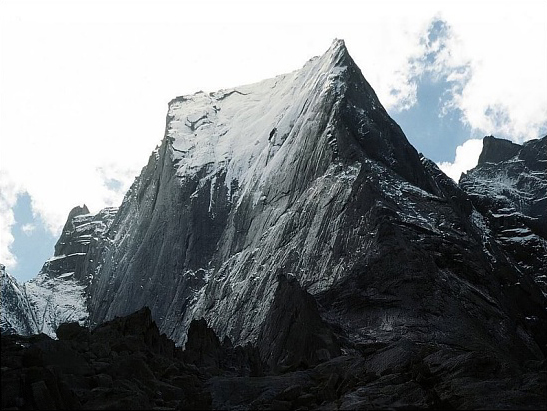

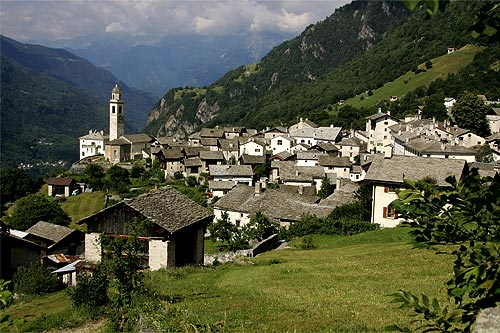

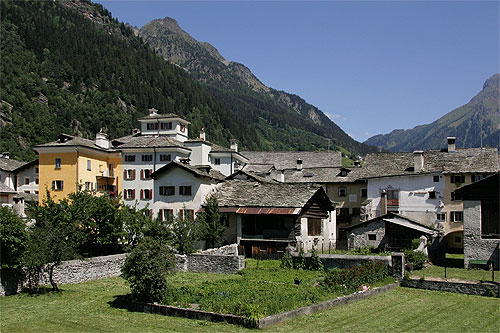

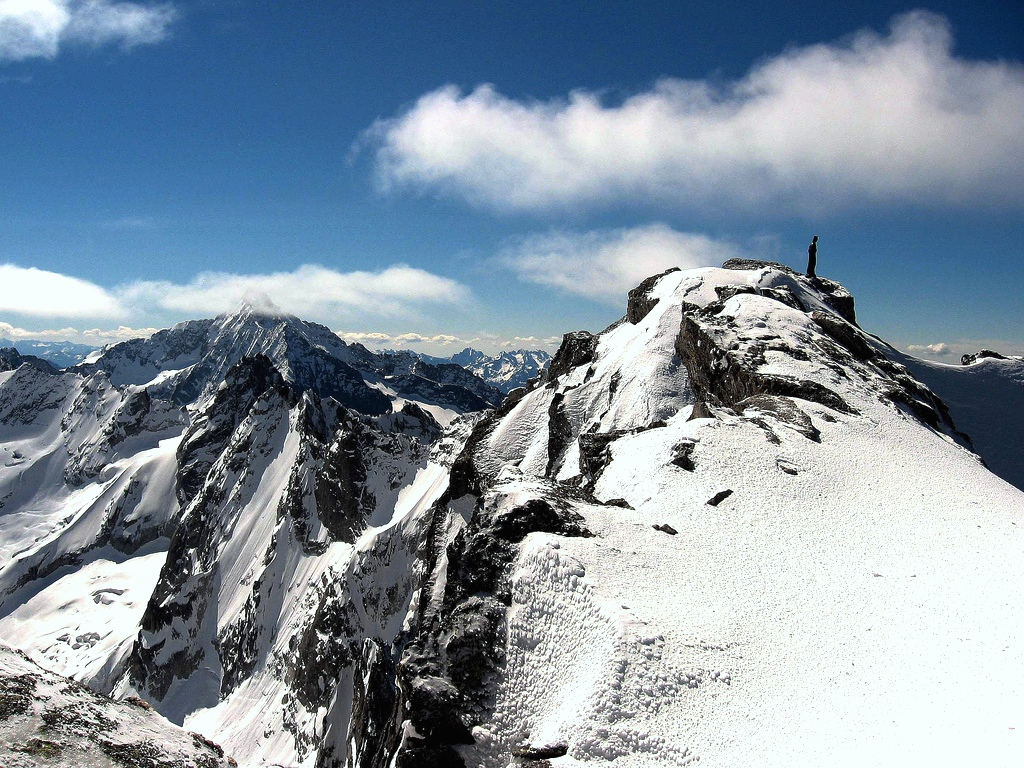

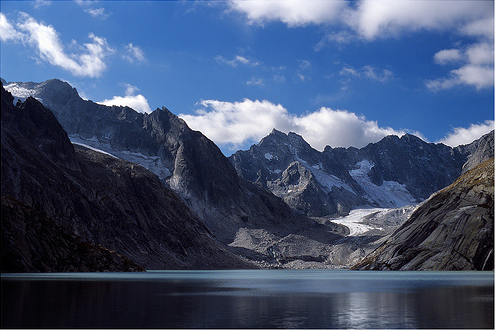

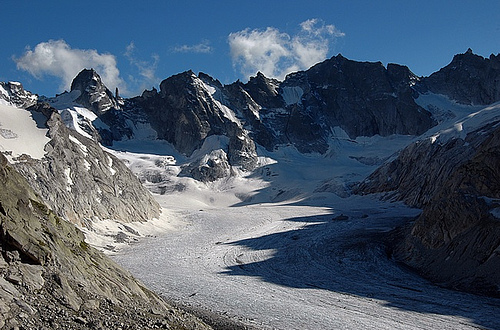

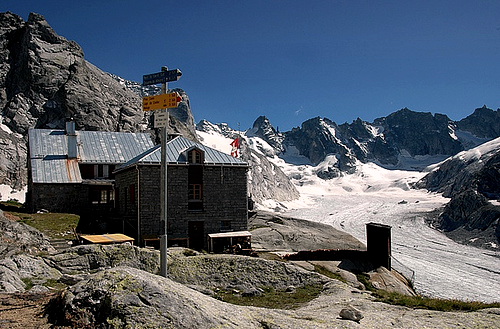

布雷加格利亞山脈是歐洲的山脈，是貝爾尼納阿爾卑斯山脈的一部分，橫跨意大利倫巴底和瑞士格勞賓登州，最高點海拔高度3,678米。

## 外部連結
- The Bregaglia on SummitPost （页面存档备份，存于）
- Bregaglia Tourist Promotion Board
- Itinerary of the Via Bregaglia （页面存档备份，存于）
- Panorama of the Bregaglia